# Тетрафторэтан
Тетрафторэтан — общее название двух изомеров: 1,1,2,2-тетрафторэтана и 1,1,1,2-тетрафторэтана. Оба изомера относятся к фторорганическим соединениям и являются фторуглеводородами этанового ряда. Оба изомера служат альтернативной заменой озоноразрушающим хлорфторуглеродам.

## Свойства
1,1,2,2-тетрафторэтан CF2H — CF2H (R 134, HFC 134). Озоноразрушающий потенциал (ODP) равен нулю, то есть он не разрушает озоновый слой. Температура кипения (-26,3° C). Торговая марка (СССР, РФ) — хладон-134. Хладон-134 служит основой озонобезопасного смесевого хладоагента СМ-1 (массовый состав, %: хладон-134 — 62,9; хладон 218-32,6; н-бутан -4,5), который близок к хладону-12 (дифтордихлорметану) по теплофизическим характеристикам и хорошо растворяется в минеральном масле.
1,1,1,2-тетрафторэтан CF3—CFH2 (R-134a, HFC-134a). Торговая марка (СССР, РФ) — хладон-134a, торговая марка США — фреон-134a. Символ a обозначает асимметрию молекулы тетрафторэтана — 1,1,2,2-тетрафторэтан — симметричен, 1,1,1,2-тетрафторэтан — асимметричен.

## Получение
Метод синтеза 1,1,2,2-тетрафторэтана — каталитическое гидрирование тетрафторэтилена :
{\displaystyle {\mathsf {CF_{2}{\text{=}}CF_{2}+H_{2}\rightarrow CHF_{2}{\text{-}}CHF_{2}}}}
Метод синтеза 1,1,1,2-тетрафторэтана включает каталитическое гидрофторирование трихлорэтилена в две стадии :
{\displaystyle {\mathsf {CCl_{2}{\text{=}}CHCl+3HF\rightarrow CF_{3}{\text{-}}CH_{2}Cl+2HCl}}}
{\displaystyle {\mathsf {CF_{3}{\text{-}}CH_{2}Cl+HF\rightarrow CF_{3}{\text{-}}CH_{2}F+HCl}}}
Альтернативными методами синтеза 1,1,1,2-тетрафторэтана являются способы, основанные на фторировании органических соединений обеднённым гексафторидом урана. В качестве исходного органического сырья можно использовать 1,1-дифторэтилен (фтористый винилиден):
{\displaystyle {\mathsf {CF_{2}{\text{=}}CH_{2}+UF_{6}\rightarrow CF_{3}{\text{-}}CH_{2}F+UF_{4}}}}
или 1,1,1-трифторэтан (хладон-143a):
{\displaystyle {\mathsf {CF_{3}{\text{-}}CH_{3}+UF_{6}\rightarrow CF_{3}{\text{-}}CH_{2}F+UF_{4}+HF}}}

## Химическая совместимость

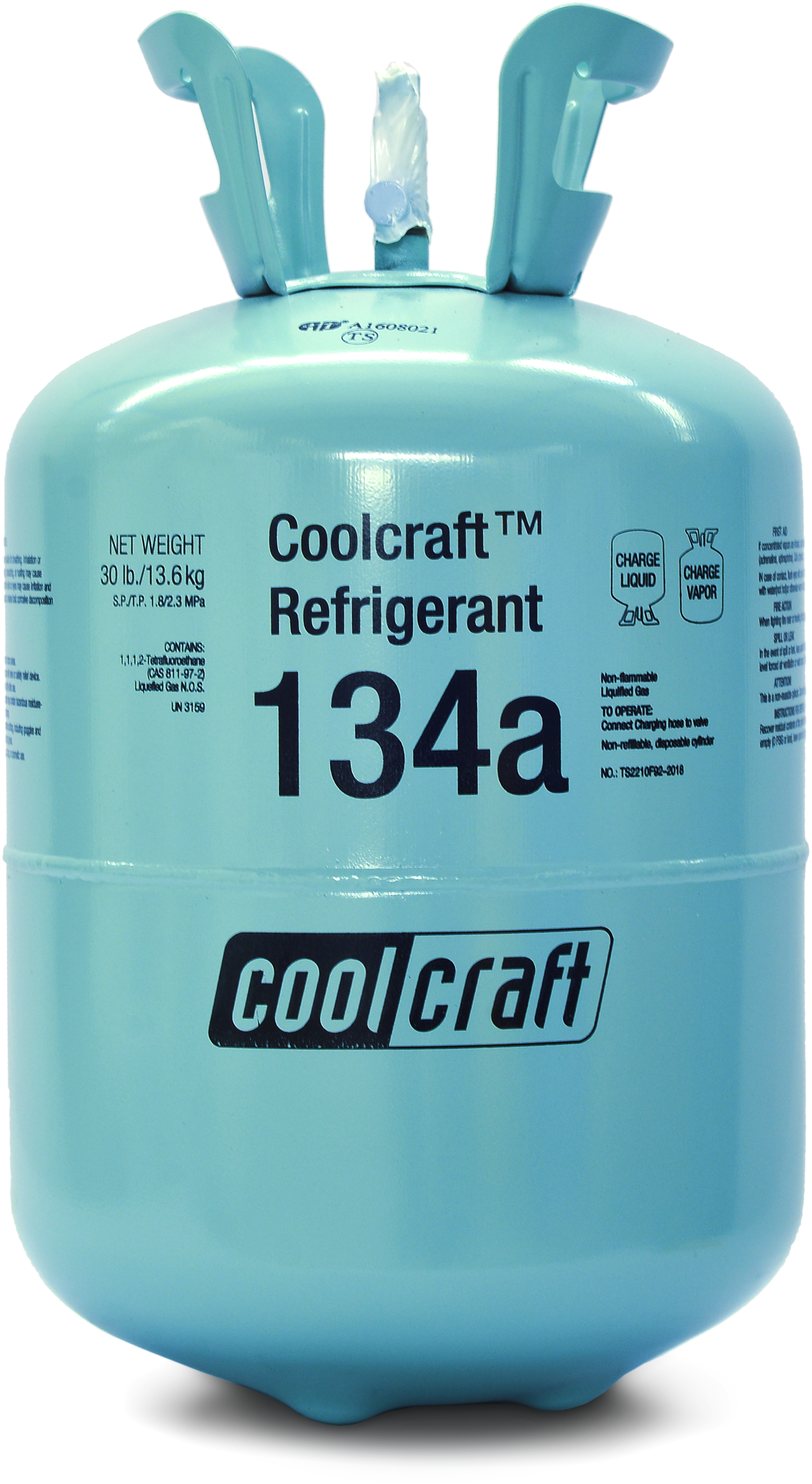
Баллон R-134a

Тетрафторэтан совместим с большинством традиционно используемых конструкционных материалов, за исключением магния, свинца, цинка, и алюминиевых сплавов с содержанием магния более 2 %. Тесты на хранение R134a в присутствии воды показали хорошую гидролизную устойчивость на металлах, таких как алюминий, латунь, медь, ферритовая сталь и нержавеющая сталь V2A.
При действии тетрафторэтана на следующие пластмассы или эластомеры — наблюдается незначительное набухание: полиэтилен (PE), полипропилен (PP), поливинилхлорид (PVC), полиамид (PA), поликарбонат (PC), эпоксидная смола, политетрафторэтилен (PTFE), полиацетал (POM), хлорпренкаучук (CR), акрилнитрил-бутадиенкаучук (NBR) и гидрированный акрилнитрил-бутадиенкаучук (HNBR). Для уплотнений применимы материалы группы этилен-пропилен-диен-каучука (EPDM). Уплотнения из фторкаучука для R134a не рекомендуются. При выборе материала для уплотнений холодильных установок следует соблюдать их совместимость с планируемым к использованию смазочным материалом, в частности, полиэфирное масло может оказаться несовместимым с маслобензостойкой резиной, которая сама по себе устойчива к тетрафторэтану. Также следует учитывать фактор возможного охлаждения уплотнения; например, химически инертный поливинилхлорид при отрицательных температурах теряет эластичность.
R134a совместим с рядом уплотняющих материалов, например: как «Хайпалон 48», «Буна-Н», «Нордел», «Неопрен», а также со шлангами, футерованными внутри нейлоном (полиамидом) или неопреном.

## Воздействие на окружающую среду
Молекула тетрафторэтана (хладагент R134a) имеет меньшие размеры, чем молекула тетрафторметана (хладагент R12), что делает более значительной опасность утечек. При попадании воздуха в систему и сжатии могут образовываться горючие смеси.
Из-за значительного потенциала глобального потепления GWP рекомендуется применять тетрафторэтан  в герметичных холодильных системах. Влияние тетрафторэтана на парниковый эффект в 1300 раз сильнее, чем у СО2 . 
Например, выброс в атмосферу одной заправки тетрафторэтана из бытового холодильника (около 140 г) соответствует выбросу 170 кг СО2. Так как в Европе в среднем 448 г. СО2 образуется при производстве 1 кВт×ч энергии, таким образом этот выброс соответствует производству 350 кВт×ч энергии.